# Pfarrhaus (Horgau)

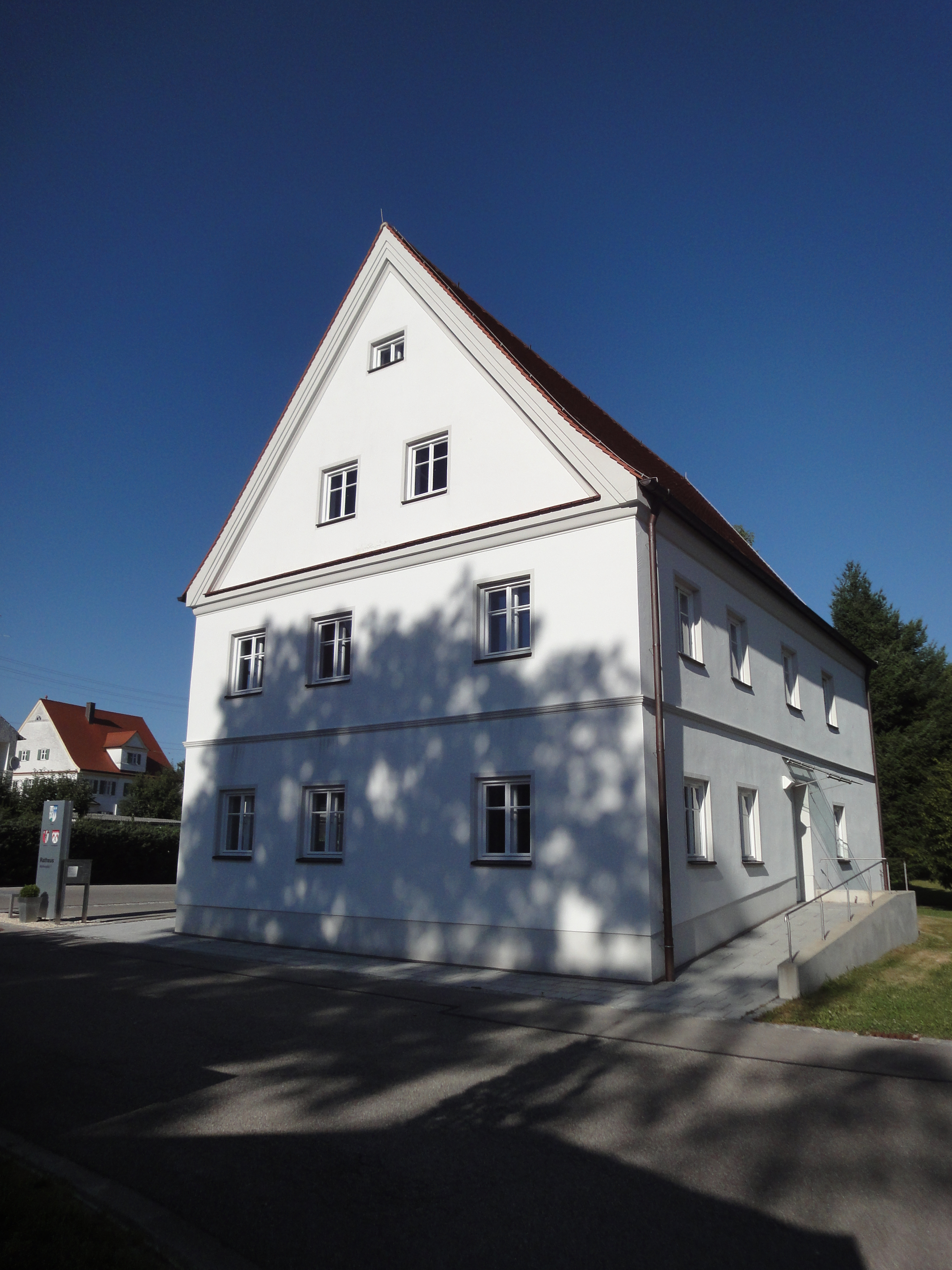
Ehemaliges Pfarrhaus in Horgau, heute Rathaus

Das Pfarrhaus in Horgau, einer Gemeinde im Landkreis Augsburg im bayerischen Regierungsbezirk Schwaben, wurde 1694/95 errichtet. Das ehemalige Pfarrhaus am Martinsplatz 1, nördlich der katholischen Pfarrkirche St. Martin, ist ein geschütztes Baudenkmal.
Der zweigeschossige Satteldachbau mit drei zu vier Fensterachsen und einer Gesimsgliederung am Westgiebel wurde von Johann Ledermann errichtet.
Das Gebäude wird als Rathaus genutzt.